# モンセラット登山鉄道

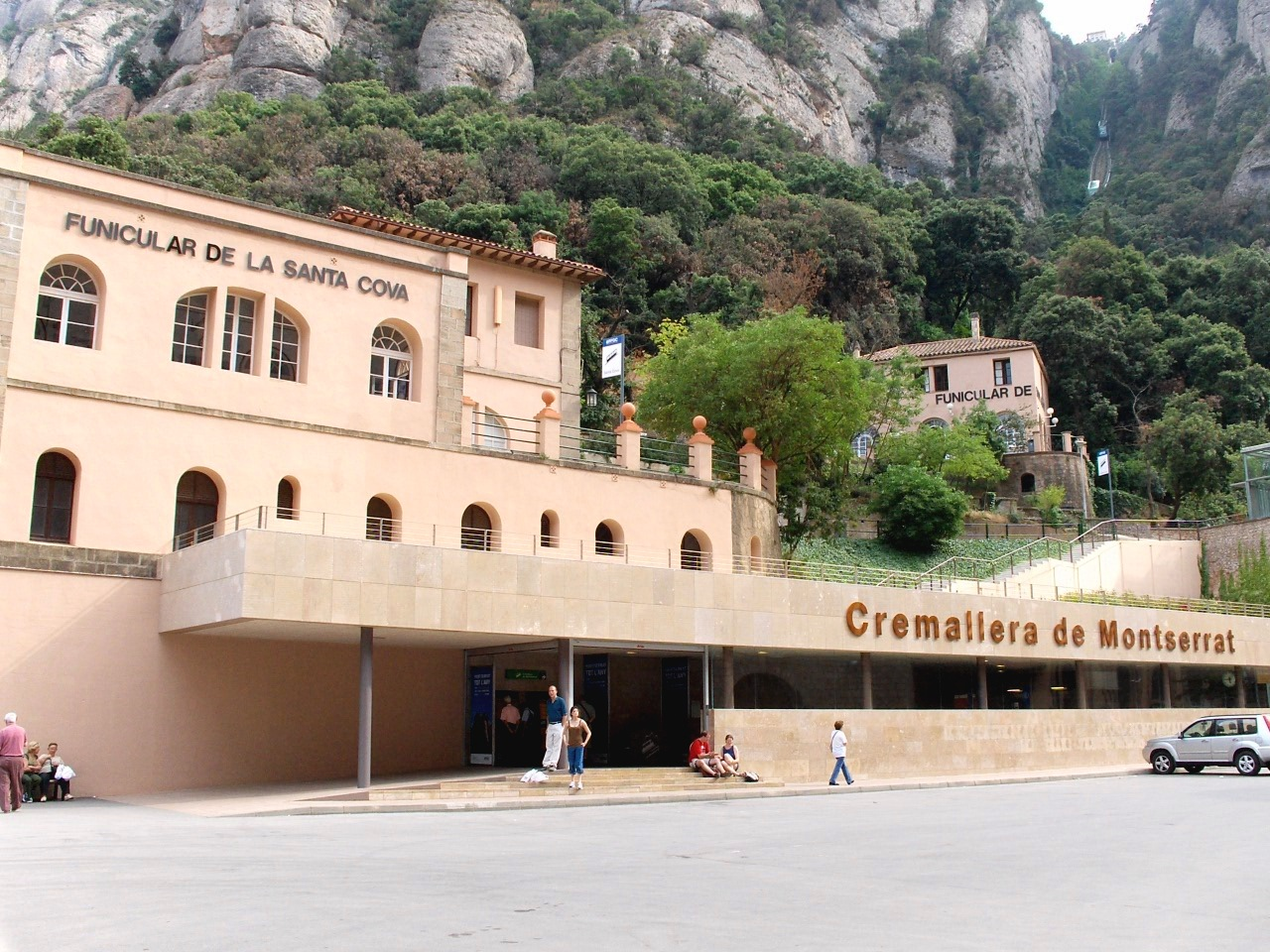
モンセラット駅舎

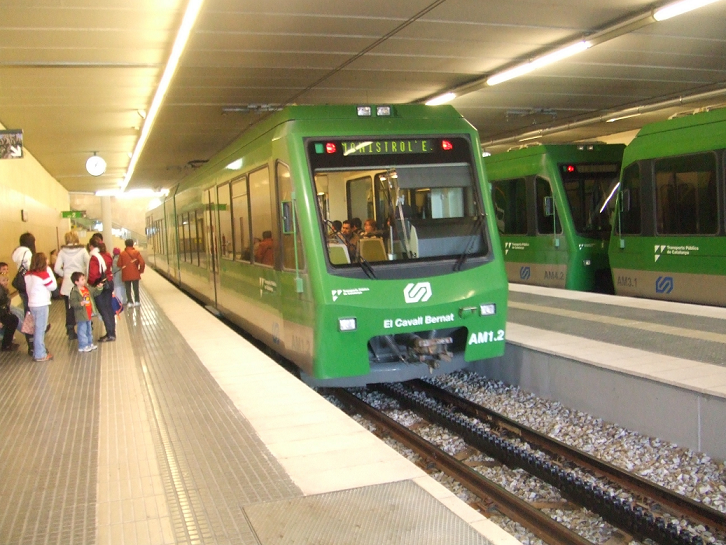
シュタッドラー GTW電車

モンセラット登山鉄道 (カタルーニャ語:Cremallera de Montserrat) はカタルーニャ州のバルセロナ北方のモンセラート山にある登山鉄道である。山麓のモニストロル・デ・モンセラット駅からモンセラット|モンセラット山のモンセラット修道院付近まで登る。カタルーニャ公営鉄道 (FGC)が運行している。

この路線は1892年に開業したが、赤字と1953年に発生した事故の影響で1957年5月12日に廃止されてしまった。アエリ・デ・モンセラットというロープウェイがモンセラット修道院への参拝客輸送の為に建設されたが、増加する参拝客を捌き切れなくなっていった。
長期間の検討を経て、2001年に建設が開始された。そして2003年6月6日に現在の形で復活した。路線延長は5kmで軌間は1000mmである。モニストロルから唯一の中間駅であるモニストロル・ヴィラ駅までの1kmの区間は粘着方式で運行される。モニストロル・ヴィラ駅から修道院までの区間は550mの高低差を15.6%という急勾配で登る為、アプト式のラック鉄道となっている。全区間が直流1500Vの架空電車線方式で電化されている。
車両はスイスのシュタッドラー社製のシュタッドラー GTW低床電車が使用されている。
AM1からAM5までの5編成が在籍している。これらの編成は粘着運転とラック式それぞれの装備があり、定員は200人となっている。空調が完備され窓は景色のよいパノラマウインドウである。最高速度は粘着運転で45km/h、ラック区間で30km/hである。
また、業務用として同じくFGCの運営するバル・デ・ヌリア登山鉄道から移籍してきた1930年製のE4電気機関車が在籍している。
路線中で最も重要な土木工事はリョブレガート川に架かる長さ480m幅5mのポント・デル・センテナリ橋梁である。最高37mの8本の橋脚によって支えられ35mから55mの9つの区間にわけられている。そして、小さく見せ景観への影響を最小にする為に鋼管を格子状に組んだ形に設計された。
当線はカタルーニャ公営鉄道 (FGC) によって運行されている。起点のモニストロル・デ・モンセラット駅ではバルセロナ・エスパーニャ広場駅からマンレサへのFGCの路線と接続している。
1時間間隔で運転されていてバルセロナ及びマンレサ方面の列車と接続している。しかし、分かりづらい事にモニストロル・デ・モンセラット駅の駅舎には 'Monistrol Central' と表示されていてモンセラット山からの電車のLEDには 'Monistrol-Enllaç' と表示されている。
モニストロル・ヴィラ駅には1000台収容の駐車場があり、モンセラット山との間の区間運転もある。
FGCの一般路線のマルトレル駅に有る車庫に車両を回送する為、モニストロルでは線路が繋がっている。
FGCはまたモンセラット山の駅より2つのフニクラ（ケーブルカー）を運行している。
山頂方面へ登るフニクラ・デ・サント・ホアンと山を少し下りた所にある聖地方面へのフィニクラ・デ・サンタ・コバである。
開業12ヶ月でモンセラット登山鉄道は462,964人の乗客を運んだ。最も乗客数の多かった月は2003年8月で63,692人、最も少なかった月は2004年2月で22,996人である。